# .bq
.bq ist die Länderspezifische Top-Level-Domain (ccTLD) der Karibischen Niederlande (Bonaire, Sint Eustatius und Saba). Die Top-Level-Domain ist zurzeit ungenutzt, es gibt keine zugeordnete Vergabestelle.
Die Top-Level-Domain entstand nach der Auflösung der Niederländischen Antillen. Am 15. Dezember 2010 teilte die ISO 3166 Maintenance Agency den Karibischen Niederlanden das Länderkürzel BQ zu. Die IANA übernahm dies kurz darauf in ihre Liste länderspezifischer Top-Level-Domains.

## Weblink
- Information über die Domain